# David Montero
David Montero (* 16. Januar 1974 in Stuttgart) ist ein deutscher Fußballspieler.

## Karriere
Bis zu seinem 22. Lebensjahr spielte er ein Kreis- und Bezirksliga beim TSV Georgii-Allianz Stuttgart, ehe er sich dem damaligen Regionalligisten TSF Ditzingen anschloss. Bis 1998 war sein Name David Petracca. In seiner aktiven Karriere brachte er es bisher auf 182 Spiele (16 Tore; Stand: 8. Januar 2006) in der 2. Bundesliga und ein Spiel in der Bundesliga. Ab der Saison 2005/2006 war er beim Regionalligisten SSV Jahn Regensburg angestellt, wo er im Mittelfeld eingesetzt wurde. Nachdem sich Montero am 16. März 2006 geweigert hatte, für die zweite Mannschaft des SSV Jahn Regensburg aufzulaufen, wurde er am 24. März 2006 fristlos entlassen. Das Arbeitsgericht Regensburg hat mit Urteil vom 19. Dezember 2006 festgestellt, dass die Kündigung unberechtigt war, da sie ohne vorherige Abmahnung erfolgte. Somit bestand der Vertrag fort bis zum 30. Juni 2007.  Zum 1. Juli 2007 wurde er vom Oberligisten SG Sonnenhof Großaspach unter Vertrag genommen. Von August 2008 bis Juni 2009 war Montero beim Landesligisten TSG Backnang unter Vertrag. Zuletzt war er in der Saison 2009/10 beim Landesligisten SV Böblingen als Spieler aktiv. In der Saison 2010/2011 übernahm er dann den Stuttgarter Bezirksligisten SC Stammheim als Trainer. Nach weiteren Stationen als Spieler bei Stuttgarter Amateurvereinen spielt er aktuell wieder bei Georgii Allianz.